# 蝗亚目

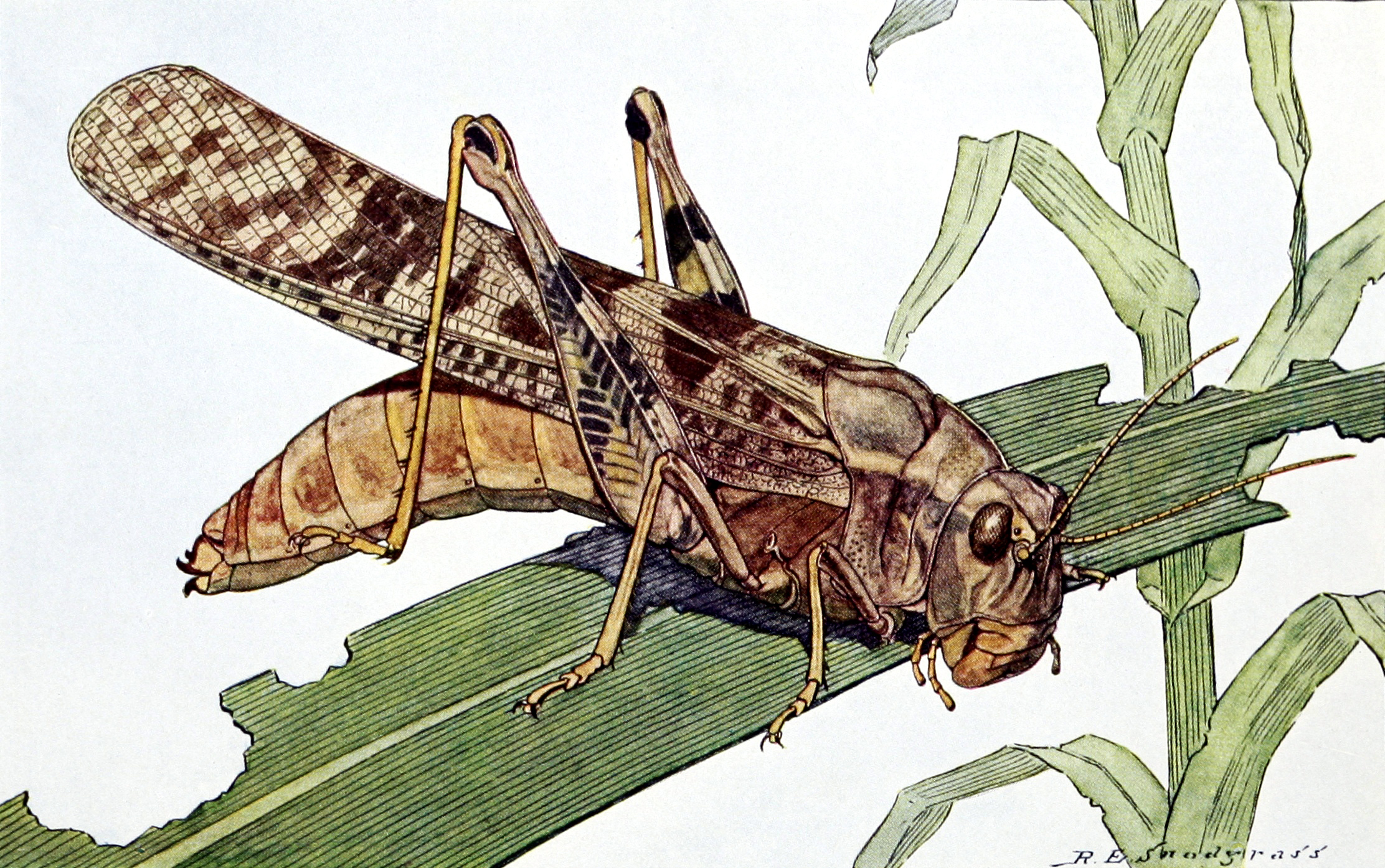
一種學名為Dissosteira carolina的草蜢

锥尾亚目，也称蝗亚目，是直翅目昆蟲下的一个亚目。在生物學分類上，「蚱蜢」一詞可分指「菱蝗科」和「短角蝗科」的蝗蟲；「菱蝗科」又稱之為「蚱科」，而「短角蝗科」則又稱之為「蜢科」。蝗蟲屬直翅目锥尾亚目草食性昆蟲。

## 外形
蝗蟲腿部發達，用後腿可以跳比身體長數十倍的距離，後翅呈半透明，體色有綠色和褐色（與品種無關；是生活環境的保護色）。
蝗蟲屬不完全變態昆蟲，稚蟲和成蟲相似，只有翅膀有無的分別。

## 食性
蝗蟲口大、下颚發達，主要以植物葉片為食，常在田間、草叢間出沒。相較之下，型體與蝗蟲相似的螽斯則是雜食性的物種。

## 求偶
一些種類的雄蟲會以磨擦翅膀和後腿發出聲音，吸引雌蟲，與蟋蟀用前翅的發音器官發聲的方式不同。

## 變異
有些種類的蝗蟲，在繁衍過剩，以致種群密度極高，食物短缺的情況下，便會改變體色、行為和生活型態，成群結隊遷移至新的地方尋找食物。某些種類的蝗蟲翅膀退化變小，也有一些種類甚至已喪失飛行能力，如「菱蝗」。

## 外部連結
- Tree of Life Web Project （页面存档备份，存于）
- The Grasshopper suicide
- American grasshopper on the UF / IFAS Featured Creatures Web site
- A grasshopper plague is at hand in U.S. | Newsdesk.org （页面存档备份，存于） (March 30, 2010)
- AcridAfrica （页面存档备份，存于）